# Gideon Klein
Gideon Klein (6 de desembre de 1919 – gener de 1945) va ser un pianista txec, compositor de música clàssica, musicòleg i director d'orquestra de família jueva que va morir als vint-i-cinc anys a prop d'Auschwitz durant l'Holocaust. Va tenir un paper important com a organitzador de la vida cultural al camp de concentració de Terezín (Theresienstadt).

## Vida
Klein va néixer den una família jueva a Přerov (Moràvia) i, mostrant talent musical des de ben jove, va estudiar piano amb Růžena Kurzová i Vilém Kurz, i composició amb Alois Hába (entre 1939 i 1940). Va ser forçat a avortar els seus estudis universitaris el 1940 quan els nazis van tancar totes les institucions d'educació superior després d'ocupar Txecoslovàquia el març de l'any 1939. Com que les composicions i actuacions de músics jueus van ser prohibides, va utilitzar pseudònims com Karel Vranek per seguir actuant com a concertista de piano. El 1940 li va oferir una beca l'Acadèmia Reial de Música de Londres, però la legislació antijueva va impedir la seva emigració.
Al desembre de l'any 1941 va ser deportat pels nazis al camp de concentració de Terezín, on juntament amb l'alumne de Leoš Janáček Pavel Haas, Hans Krása, i l'alumne de Schönberg Viktor Ullmann es converteix en un dels músics més importants del camp. La seva carrera com a pianista va acabar al Theresienstadt però va ser capaç de desenvolupar-se com a compositor en un curt període. El mestratge compositiu de Gideon Klein s'aprecia clarament a les obres que va compondre allà, en especial a la seva Sonata per a piano, que revela la notable influència d'Arnold Schönberg. A més, Klein va actuar com a pianista solista a aproximadament quinze recitals, i també va fer actuacions de música de cambra.
A mitjans d'octubre de 1944 va ser deportat a Auschwitz, i des d'allà a la propera mina de Fürstengrube. Aquestes són les darreres notícies que tenim d'ell. És deportat nou dies després d'acabar de compondre el seu Trio de corda en tres moviments, el seu treball més important, influenciat pel folklore del seu país d'origen. L'obra sembla acabar inexplicablement optimista donades les circumstàncies. Cap dels que van sobreviure a aquells treballs forçats va saber dir mai quan ni com va morir.

## Influències en la seva obra
A la seva obra hi podem trobar influències d'Alois Hába, Alban Berg, i particularment de Leoš Janáček. Va utilitzar una melodia de Janáček de Zápisník zmizelého, com a tema en el seu Divertimento (1940). Segons el musicòleg Luca Chiantore, la seva única Sonata per a piano és un diari sonor carregat de referències a les seves apocalíptiques vivències: ritmes de marxa, tocs de trompeta, nostàlgiques cançons per a l'oïda i, de tant en tant, esbossos d'aquelles danses que les orquestres de reclusos feien sonar a Theresienstadt. La seva sonata està plena d'homenatges a alguns dels seus referents estètics personals: Mahler (amb citacions explícites a la seva Tercera Simfonia), Schönberg i la seva escola (l'Adagio central comença amb un homenatge al Concert per a violí de Berg, la Sonata per a piano del qual s'evoca), però també Ravel (al mateix Adagio) i Bartók (particularment a l'Allegro vivace conclusiu).

## Composicions
- Quatre Moviments per a Quartet de Corda (1936–1938),
- Duo Per a Violí i Viola (sistema de quarts de to) (1940)
- Divertimento Per a 8 Instruments de Vent (1940)
- Tres Cançons per a Piano i Veu Alta, Opus 1 (1940)
  - I. La Font (Johann Klaj)
  - II. A la meitat de la vida (text de Friederich Hölderlin)
  - III. La foscor que descendeix (text de Johann Wolfgang Goethe), traducció al txec: Erich Un. Saudek
- Quartet de corda, Opus 2 (1941)
- Duo Per Violí i Cello (1941) (inacabat)
- Madrigal per Dos Sopranos, Alto, Tenor i Baix (text de François Villon) traducció al txec: Otokar Fischer (1942) 2'
- El Primer Pecat, per a cor de veus masculines (1942) 4'
- Fantasia i Fuga per a Quartet de Corda (1942–1943) 8'
- Sonata per a piano (1943), PA 9'
- Madrigal per a Dos Sopranos, Alto, Tenor i Baix (text de Franz Holderlin), traducció al txec: Erich Un Saudek (1943) 3'
- Trio per a Violí, Viola i Cello (1944) 11'
- Partita (Trio per a violí, viola i cello) Arranjament per a orquestra de cambra: Vojtěch Saudek

## Enregistraments
La col·lecció "Forbidden, not forgotten" (Prohibits, no oblidats), és un intent de conèixer millor i comprendre les obres musicals de compositors que van ser perseguits, prohibits, aïllats, empresonats o assassinats a Alemanya i altres països europeus entre els anys 1933 i 1945, per la seva "raça", religió o actitud política. El primer disc conté l'enregistrament de la Partita, el Trio per a corda de Gideon Klein que va ser arranjat per Vojtech Saudek i interpretat per l'"Orchestra di Padova i del Veneto".
Per altra banda, enregistraments com els de la catalana Mireia Vendrell al disc "Hier ist Friede" han permès als oients moderns escoltar la seva Sonata per a piano.